# Patty Harpenau
Antoinette (Patty) Harpenau (Amsterdam, 23 maart 1959) is een Nederlandse schrijfster van voornamelijk spirituele boeken. Ze heeft aanvankelijk bekendheid verworven als kunstschilderes.

## Leven en werk
Van 1986 heeft zij tot in 1996 professioneel geschilderd en internationaal geëxposeerd. Haar werk kenmerkte zich door kleurrijk expressionisme.
In 1996 trok zij zich terug uit de kunstwereld en behaalde zij een licentie als meditatieleraar aan het Chopra Center of Wellbeing in Californië. Harpenau is sindsdien meditatieleraar, coach en oprichtster van The Life Foundation, een centrum voor welzijn en spiritualiteit. Zij is auteur van 46 boeken over gezondheid, meditatie en spiritualiteit waaronder haar internationale bestseller, The Life Codes. Dit boek werd wereldwijd uitgegeven. 
In mei 2019 verscheen haar eerste roman, Het land van heimwee, bij Xander Uitgevers gebaseerd op een waargebeurd familieverhaal. 
Patty Harpenau is de moeder van zanger Dotan en Noam. 
- Bibliothèque nationale de France: cb165771290 (data)
- Gemeinsame Normdatei: 1257661159
- International Standard Name Identifier: 0000 0000 7355 7492
- Library of Congress Control Number: n2009078118
- Nederlandse Thesaurus van Auteursnamen: 124839576
- RKD-Nederlands Instituut voor Kunstgeschiedenis: 36082
- Virtual International Authority File: 103468685
- WorldCat: E39PBJr3q3PwPQHx48X9VT9FKd